# 제프 윈콧

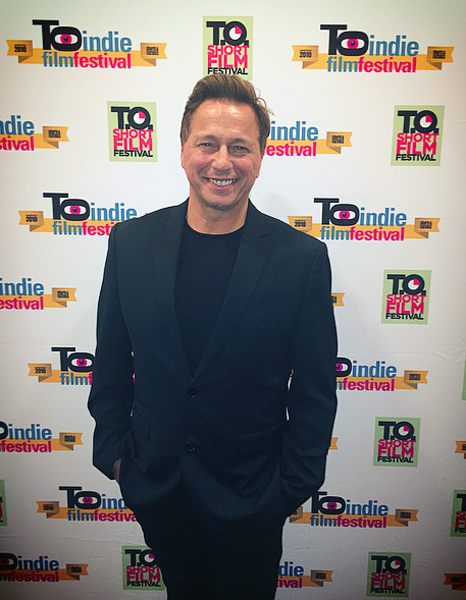
제프 윈콧의 모습.

제프 윈콧(Jeff Wincott, 1956년 5월 8일 ~ )은 캐나다의 배우, 무술가이다. 캐나다 태권도 선수권 대회 우승자이다.
스카버러에서 태어났다.

## 출연 작품
- # Like (2019)
- 언스토퍼블 (2010년)
- 레이크 시티 (2008년)
- 인베이젼 (2007년)
- S.W.A.T. 특수기동대 (2003년)
- 스틸링 캔디 (2002년)
- 네버 세이 다이 (2001년)
- 배틀퀸 2020 (2001년)
- 사무라이 캅 (2000, Paper Bullets)
- 레릭 헌터 (1999년)
- 유니버셜 솔저 3 (1998년)
- 퓨쳐 피어 (1997년)
- 유니버셜 솔저 2 (1997년)
- 언더테이커스 웨딩 (1997년)
- 라스트 맨 (1996년)
- 킬링 코드 (1996년)
- 정글의 법칙 (1995년)
- 도너 (1995년)
- 테러 존 (1995년)
- 블러드 파이터 (1995년)
- 오픈 화이어 (1994년)
- 킬링 머신 (1991, Sweet Justice)
- 너클 웨폰 (1993년)
- 무적자 (1992년)
- 데들리 벳 (1992년)
- 고독한 영웅 (1986년)
- 나이트 히트 (1985년)
- 졸업 파티 (1980년)

### 텔레비전
- 호보 (1979-83)